# Clarinettes des Balkans
Pour les articles homonymes, voir clarinette (homonymie).
Les clarinettes des Balkans incluent différents modèles de clarinette plus ou moins classique utilisés dans les musiques populaires de ces pays (Bulgarie, Serbie, Macédoine, Albanie, Arménie, Grèce, Turquie et Italie), sous les noms de Gërnëte, Grneta, Klarneti, Klarino ou Klarnet.

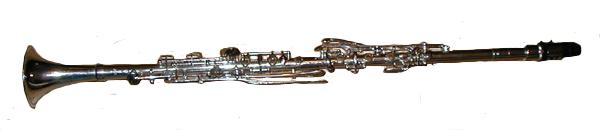
Une « clarinette turque »

## Klarnet
La « clarinette turque » ou « türk klarneti » a un aspect proche de la clarinette « classique ». Elle a la particularité d'être accordée en « sol », de posséder un nombre de clefs différent et d'avoir une facture en métal mais aussi en bois. 
Facture :
Tout comme la clarinette en si bémol, la clarinette turque se divise en six parties :
- le bec : peut être en plastique, ébonite, bois et métal, il est de format et d'ouverture différents de la clarinette « classique » ;
- l'anche : en roseau, elle est généralement de force faible (1 ½) — c'est-à-dire plus fine —, ce qui permet un son plus élastique, propre à la musique turque ;
- le barillet ;
- le corps de la main gauche ;
- le corps de la main droite ;
- le pavillon.

Jeu :
Cet instrument est joué principalement dans les musiques à danser par les Tsiganes, tel Barbaros Erköse.

## Klarino
La clarinette « grecque » utilise l'ancien système Albert. Elle aurait été introduite par les Tziganes au XIXe siècle, et a souvent remplacé les instruments à vent utilisés précédemment dans la musique folklorique (zurna, gaïda). Elle est particulièrement présente dans la musique folklorique d'Épire.
Facture :
Jeu :
grecques par : Manos Achalinotopolous (qui joue de la clarinette en bois « occidentale »)